# Robert Rowand Anderson

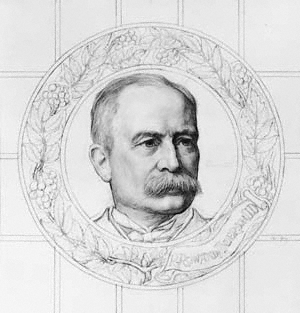
Robert Rowand Anderson; Stich von W. Graham Boss, um 1895

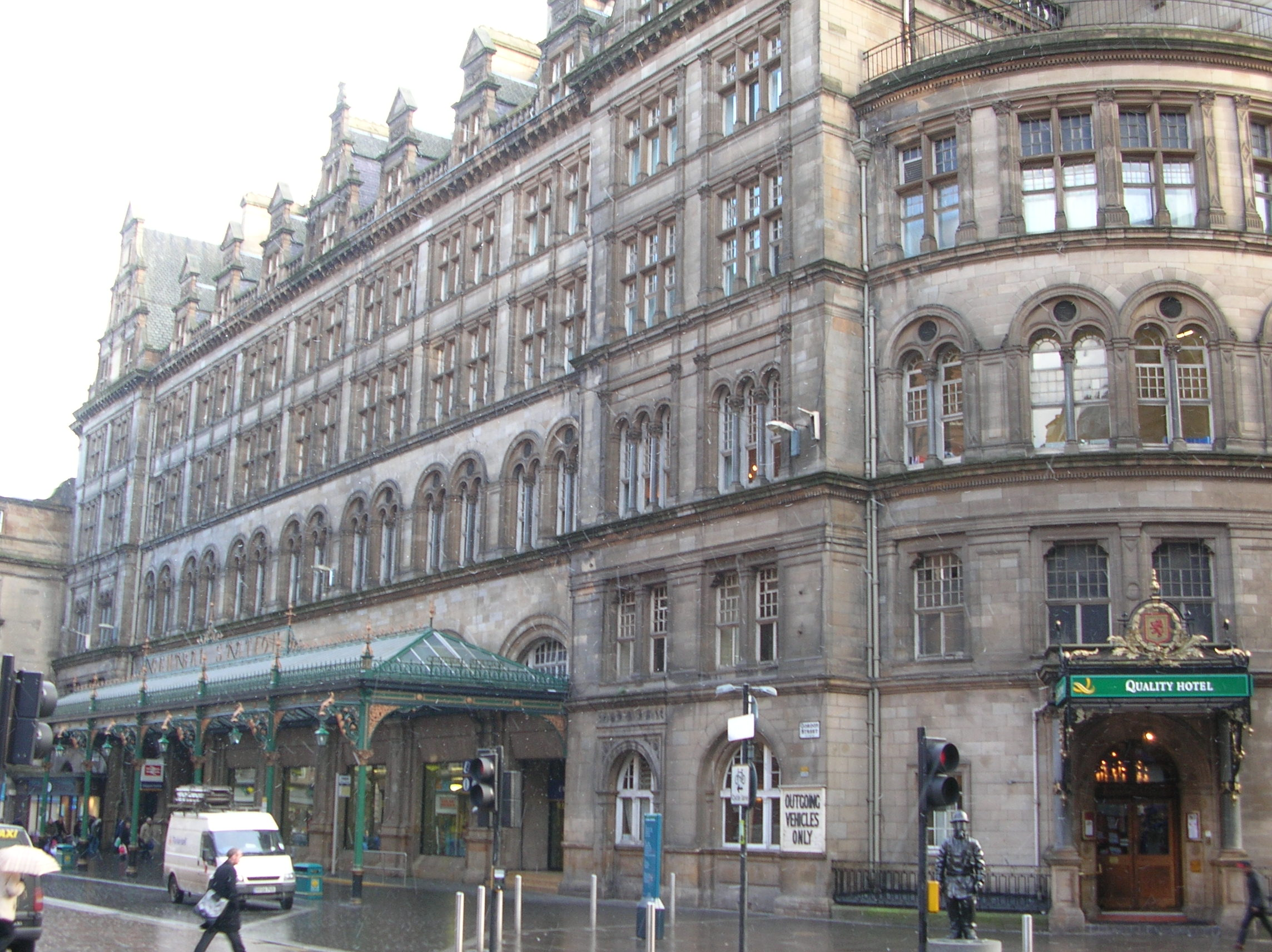
Das Central Hotel am Bahnhof Glasgow Central

Sir Robert Rowand Anderson (* 1834 in Forres; † 1. Juni 1921 in Edinburgh) war ein schottischer Architekt.
Anderson machte zunächst eine Ausbildung zum Juristen, später bildete er sich bei den Royal Engineers in Konstruktion und Entwurf aus und besuchte die Architekturabteilung des School Board of Manufacturers. Er arbeitete bei Pierre Cuypers in den Niederlanden und bei George Gilbert Scott in London. Nach kurzer Partnerschaft mit David Bryce eröffnete er 1875 in Edinburgh ein eigenes Architekturbüro, später die Architektenfirma Rowand Anderson, Kininmonth and Paul. 1916 wurde er erster Präsident des neu gegründeten Scottish Institute of Architects und erhielt die Royal Gold Medal des Royal Institute of British Architects.
1892 begründete Anderson zusammen mit anderen die School of Applied Art in Edinburgh. Von 1876 bis 1883 war er außerordentliches Mitglied der Royal Scottish Academy, ab 1896 Ehrenmitglied. 1883 wurde zum Fellow der Royal Society of Edinburgh gewählt. 1902 wurde er als Knight Bachelor in den Ritterstand erhoben.
Zu Andersons Schülern zählen George Washington Browne und Robert Lorimer.